# زیر دریا (ترانه)
«زیرِ دریا» (انگلیسی: Under the Sea) ترانه‌ای از انیمیشن پری دریایی کوچولو محصول ۱۹۸۹ دیزنی است که توسط آلن منکن با شعری از هاوارد اشمن ساخته شده است.